# أورولي
أورولي، (بالإنجليزية: Orroli)‏، (سردينيا: Arrólli) وتعني "البلوط الناعم"، وهي بلدية، في مقاطعة جنوب سردينيا في منطقة سردينيا الإيطالية، وتقع على بعد حوالي 67.4 كيلومترًا (41.9 ميل) شمال كالياري. اعتبارا من 31 ديسمبر 2010، كان عدد سكانها 2430 ومساحة 75.6 كيلومتر مربع (29.2 ميل مربع). تستضيف إقليم أورولي أحد أهم أنواع النوراغي في جزيرة سردينيا المسماة نوراجي أروبيو، يوجد داخل القرية العديد من النزل ووجبات الإفطار.

## السكان
في سنة 1861 بلغ عدد السكان 1٬782 نسمة، وتطور العدد ليصل في سنة 2011 لـ 2٬397 نسمة.
يظهر هذا المخطط البياني تطور النمو السكاني لـ أورولي